# Lehigh University

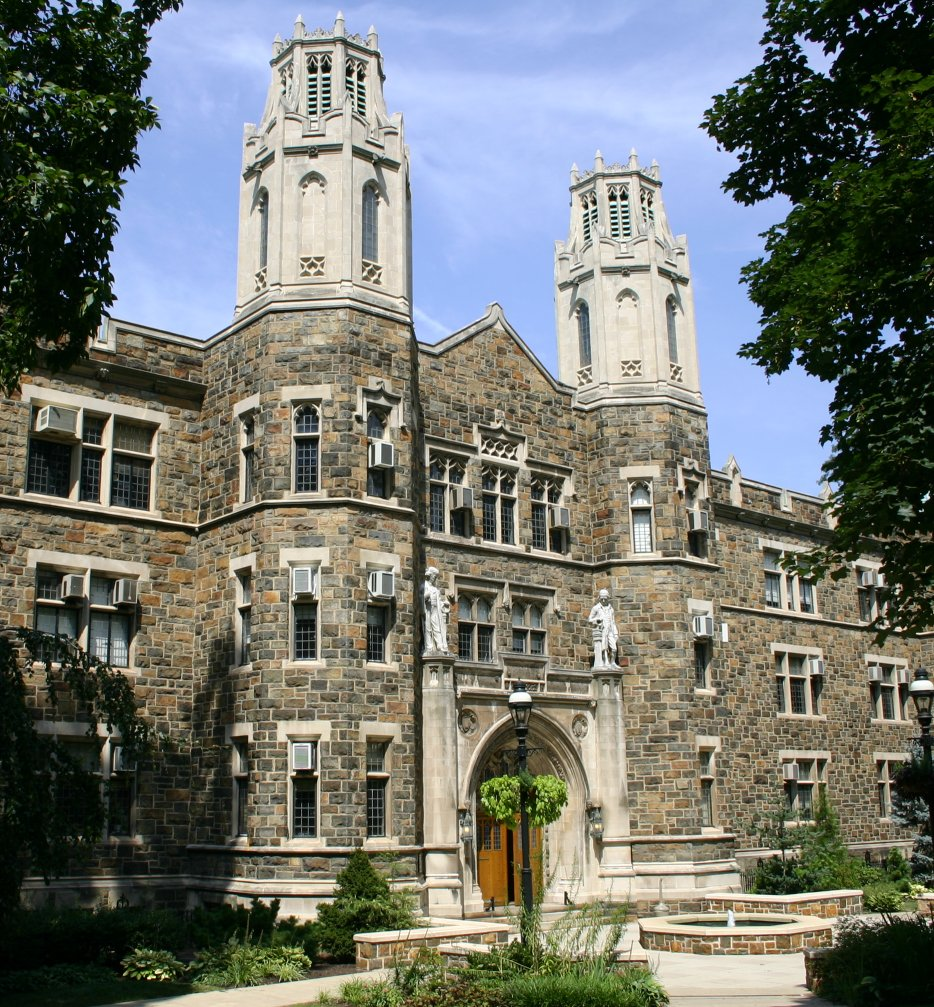
Packard Lab

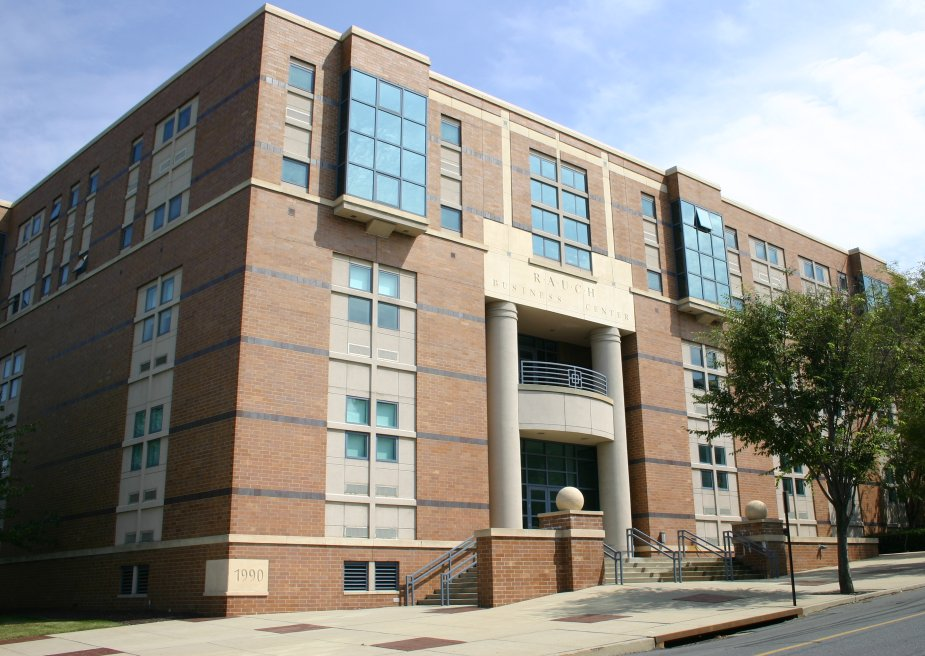
Rauch Business Center

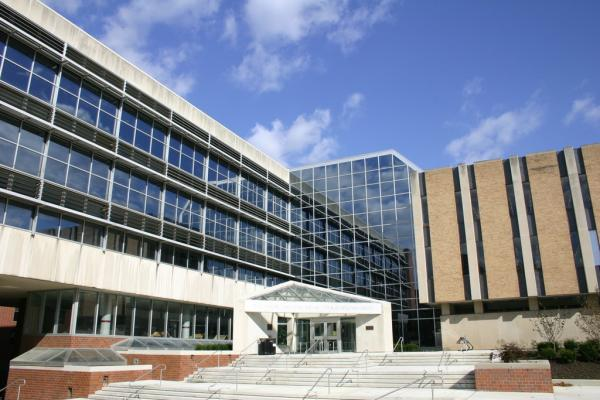
Fairchild-Martindale Library

Die Lehigh University ist eine 1865 gegründete private Universität in Bethlehem, das im Osten Pennsylvanias liegt. 2020 waren 7.067 Studierende eingeschrieben, davon 1.864 für ein weiterführendes Studium. Der Asteroid Lehigh wurde nach der Lehigh University benannt.

## Geschichte
Der aus einfachen und ärmlichen Verhältnissen stammende Asa Packer war 1852 der erfolgreiche Gründer und Betreiber der Lehigh Valley Railroad. Sie ermöglichte den rationalen Transport von Kohle, Eisen und weiteren Industrieprodukten im Osten der USA und machte ihn zum reichen Mann. 1865, kurz nach dem Sezessionskrieg, spendete er 57 Morgen Land (etwa 230.000 m²) im Süden Bethlehems und 500.000 US-Dollars, um die Lehigh-Universität zu gründen, damit die jungen Männer der Region besser ausgebildet werden konnten.
Seither hat sich die Universität zu einer größeren, bedeutenden Hochschule der USA entwickelt und bietet verschiedene Studienfächer an wie Wirtschaft, Ingenieurwesen, Politik, Kunst, Pädagogik und Astronomie. Einige Lehigh-Absolventen hatten verantwortungsvolle Stellen in der Autoindustrie und im Kanalbau inne.

## Präsidenten
- 1866–1875 Henry Coppee
- 1875–1880 John McDowell Leavitt
- 1880–1893 Robert Alexander Lamberton
- 1895–1904 Thomas Messinger Drown
- 1905–1920 Henry Sturgis Drinker
- 1922–1935 Charles Russ Richards
- 1935–1944 Clement C. Williams
- 1946–1960 Martin Dewey Whitaker
- 1961–1964 Harvey A. Neville
- 1964–1982 W. Deming Lewis
- 1982–1997 Peter Likins
- 1997–1998 William C. Hittinger (Interimistisch)
- 1998–2006 Gregory C. Farrington
- 2006–2014 Alice P. Gast
- 2014–2015 Kevin Clayton (Interimistisch)[3]

## Sport
Die Sportteams der Universität sind die Mountain Hawks. Die Hochschule ist Mitglied in der Patriot League.

## Berühmte Professoren
- Michael J. Behe (* 1952), US-amerikanischer Biochemiker
- Adolf Grünbaum (1923–2018), US-amerikanischer Philosoph und Wissenschaftstheoretiker
- Daniel Chonghan Hong (1956–2002), südkoreanischer theoretischer Physiker
- Derrick Henry Lehmer (1905–1991), US-amerikanischer Mathematiker
- Elsa Reichmanis (* 1953), US-amerikanische Chemikerin und Hochschullehrerin
- Nicholas Rescher (1928–2024), US-amerikanischer Philosoph deutscher Abstammung
- John Stachel (1928–2025), US-amerikanischer Physiker

## Berühmte Absolventen
- John-David Francis Bartoe (* 1944), US-amerikanischer Astrophysiker und Astronaut
- Terry Jonathan Hart (* 1946), ehemaliger US-amerikanischer Astronaut
- Timothy D. Haugh (* 1969), US-amerikanischer General und Spitzenbeamter
- Bill Hoffman (1902–1994), American-Football-Spieler
- Lee Iacocca (1924–2019), US-amerikanischer Automobilmanager
- James Ward Packard (1863–1928), US-amerikanischer Unternehmer; Stifter des Packard Lab
- Jesse Reno (1861–1947), US-amerikanischer Ingenieur
- Robert Serber (1909–1997), US-amerikanischer theoretischer Physiker
- Bill Springsteen (1899–1985), US-amerikanischer American-Football-Spieler
- Billy E Rhoades (1928–2021), US-amerikanischer Mathematiker
- Richard Hawley Tucker (1859–1952), US-amerikanischer Astronom
- Zhou Mingzhen (1918–1996), chinesischer Paläontologe
- C. J. McCollum (* 1991), US-amerikanischer Basketballspieler